# Cabo Rojo (República Dominicana)
Cabo Rojo,  es una zona que abarca unos 8 km en la costa suroeste de la República Dominicana en la provincia de Pedernales.
Allí se encuentra un puerto que lleva el mismo nombre. Con un calado de unos 10.9 metros y una longitud de 100 metros, esta terminal se utiliza principalmente para la exportación de bauxita y piedra caliza. Inicialmente construida por ALCOA (Aluminum Corporation of America); actualmente es operada por la empresa Cementos Andinos, de capital Colombiano.
En esta zona del país también se encuentra la playa de Cabo Rojo. Totalmente virgen, con una biodiversidad única y envidiable, pero también, con un gran potencial turístico, toda la zona se encuentra actualmente bajo la mirada de inversionistas del sector turístico. Estas cualidades han desatado un debate en República Dominicana, enfrentando a aquellos que se oponen a su privatización por su alto valor ecológico contra aquellos deseando una explotación turística de dicha playa.
Zona Horaria:  -4 GMT